# Gerhardt Klann
Gerhardt Klann (* 11. August 1976) ist ein ehemaliger kanadischer Biathlet.
Gerhardt Klann startete für den Edmonton Nordic Ski Club. Sein internationales Debüt gab er 2000 bei einem Staffelrennen im Biathlon-Weltcup. Noch vor seinem ersten Schießen wurde die kanadische Staffel wegen Überrundung aus dem Rennen genommen, da seine Vorläufer Steve Cyr, Jean Paquet und Robin Clegg 14 Fehler schossen und sechs Strafrunden laufen mussten. Es folgte ein Einsatz beim Einzel der Biathlon-Europameisterschaften 2000 in Kościelisko, wo er 50. wurde. Nächstes Großereignis wurde die Militär-Skiweltmeisterschaft 2001 in Jericho, bei denen er 69. des Sprints wurde. Ein Jahr später kam er im Skilanglaufrennen über 15 Kilometer Freistil in Kranjska Gora auf den 60. Platz. Seit Saison 2002/03 kam Klann regelmäßig im Biathlon-Europacup und sporadisch im Weltcup zum Einsatz. In Ridnaun gewann er bei einem Einzel 2003 als 27. erstmals Europacup-Punkte. Es war zugleich sein bestes Europacup-Ergebnis. 2004 lief er in Ruhpolding sein erstes Einzelrennen im Weltcup und kam bei einem Sprint auf den 101. Platz. Höhepunkt der Saison wurden die Biathlon-Weltmeisterschaften 2004 in Oberhof. Der Kanadier kam in zwei Rennen zum Einsatz. Im Sprint wurde er 91., im Einzel 63. Das Einzel wurde zu einem von Klanns besten internationalen Rennen überhaupt. Nur einmal konnte er 2005 als 62. eines Sprints in Pokljuka noch um einen Rang besser einkommen. In Hochfilzen nahm er zum zweiten Mal an Weltmeisterschaften teil. Sowohl im Einzel wie auch im Sprint wurde Klann 79., mit Clegg, Paquet und David Leoni Guter 15. im Staffelrennen. In seiner letzten Saison verpasste Klann die Olympiateilnahme, nahm dafür zunächst an den Biathlon-Europameisterschaften 2006 in Langdorf teil. Der Kanadier kam dort in allen vier möglichen Rennen zum Einsatz. Im Sprint belegte er den 55., im Verfolgungsrennen den 53. und im Einzel den 33. Platz. Im Staffelrennen wurde er mit Jaime Robb, Leoni und Tom Zidek 13. Letzter Höhepunkt wurde die Biathlon-Mixed-Relay-Weltmeisterschaft 2006 in Pokljuka. Mit Zina Kocher, Leoni und Sandra Keith lief er auf den 21. Platz.

## Biathlon-Weltcup-Platzierungen
Die Tabelle zeigt alle Platzierungen (je nach Austragungsjahr einschließlich Olympische Spiele und Weltmeisterschaften).
- 1.–3. Platz: Anzahl der Podiumsplatzierungen
- Top 10: Anzahl der Platzierungen unter den ersten zehn (einschließlich Podium)
- Punkteränge: Anzahl der Platzierungen innerhalb der Punkteränge (einschließlich Podium und Top 10)
- Starts: Anzahl gelaufener Rennen in der jeweiligen Disziplin
- Staffel: inklusive Mixed- und Single-Mixed-Staffeln

| Platzierung         | Einzel | Sprint | Verfolgung | Massenstart | Staffel | Gesamt |
| ------------------- | ------ | ------ | ---------- | ----------- | ------- | ------ |
| 1. Platz            |        |        |            |             |         |        |
| 2. Platz            |        |        |            |             |         |        |
| 3. Platz            |        |        |            |             |         |        |
| Top 10              |        |        |            |             |         |        |
| Punkteränge         |        |        |            |             | 3       | 3      |
| Starts              | 4      | 10     |            |             | 4       | 18     |
| Stand: Karriereende |        |        |            |             |         |        |